# Alexander von Collan
Alexander (von) Collan, född 4 september 1819 i Idensalmi, död 3 juni 1910 i Helsingfors, var en finländsk läkare. Han var far till Clas von Collan.
Collan blev medicine och kirurgie doktor 1847, inledde sin karriär som militärläkare i hemlandet (vid Finska sjöekipaget och kadettkåren) och i Sankt Petersburg. Han var läkare vid det kejserliga hovet under ett par decennier och utnämndes slutligen till hederslivkirurg 1877. Bland hans skrifter märks Storfurstendömet Finlands medicinalförfattningar (1871–1894). Han adlades (von Collan) 1874 och tilldelades geheimeråds titel 1884.